# Барашево (Рязанская область)
Бара́шево — село в Сасовском районе Рязанской области России.
Входит в состав Демушкинского сельского поселения.

## Географическое положение
Село находится в северной части района, на левобережье реки Мокши, в 1,5 км от русла, на высокой левой террасе.
Расстояние до райцентра Сасово — 17 км к юго-западу по асфальтированной дороге. Там же расположена ближайшая железнодорожная станция Сасово.
Ближайшие населённые пункты:
- Демушкино — в 1 км к востоку по асфальтированной дороге;
- Смирновка — в 6 км к югу по грунтовой дороге;
- Кошибеево — в 2,5 км по грунтовой (4,5 км по асфальтированной) дороге к западу.

## Природа
Расположено в зоне смешанных лесов, на коренном левом берегу поймы реки Мокши.

#### Климат
Климат умеренно континентальный с умеренно жарким летом (средняя температура июля +19 °С) и относительно холодной зимой (средняя температура января −11 °С). Осадков выпадает около 600 мм в год.

#### Рельеф
Рельеф неоднородный, но рельефообразующие процессы слабо заметны — овраги отсутствуют, а балки покрыты густыми древесными и кустарниковыми зарослями.

#### Почвы
Почвы преимущественно супесчаные.

#### Растительность
Из древесных пород преобладают естественные лиственные леса (берёза, осина) и лесозащитные полосы (берёза, дуб). Вся остальная незалесённая территория распахана.

## История

#### Административно-территориальное деление
С 1861 г. деревня Барашево входила в Ласицкую волость Елатомского уезда Тамбовской губернии.
С 2004 г. и до настоящего времени село входит в состав Демушкинского сельского поселения.
До этого момента входило в Рожковский сельский округ.

## Население
| 1984 | 1989 | 2007 | 2010 |
| ---- | ---- | ---- | ---- |
| 160  | ↘115 | ↘52  | ↘28  |

Всего около 60 домов, но далеко не все из них жилые. Многие дома используются только в летнее время в качестве дач.

## Хозяйство
Сельскохозяйственные и промышленные предприятия отсутствуют.

## Инфраструктура

#### Дорожная сеть
Через село проходит транзитная асфальтированная дорога — улица Лесная. Все дома расположены вдоль неё с двух сторон.

## Транспорт
В 0,5 км к югу от села проходит автодорога Сасово — Ласицы, по которой проходит одноимённый автобусный маршрут, связывающий с райцентром.

#### Инженерная инфраструктура
Барашево не газифицировано.2019г.
Электроэнергию село получает по транзитной ЛЭП 10 кВ от подстанции 35/10 кВ «Рожково», находящейся в селе Демушкино.

## Интересные факты
- Один из немногих населённых пунктов Сасовского района, в котором все дома имеют непосредственный выход к дороге с твёрдым покрытием (асфальт).